# Dark & Wild
Dark & Wild ist das erste Studioalbum der südkoreanischen Boygroup BTS. Es erschien am 19. August 2014 unter Big Hit Entertainment. Das Album enthält 14 Titel mit Danger als Title-Track. Dark & Wild war 2014 auf Platz 14 der meistverkauften Alben in Südkorea.

## Hintergrund
Am 5. August 2014 kündigte BigHit auf YouTube das Album an. In dem veröffentlichten Video sieht man eine aus Animation gemachte Landschaft, die das Paradies darstellen soll. Im Verlauf ändert sich die Stimmung und der Zuschauer gerät in eine dunkle Atmosphäre. Im Hintergrund des Comeback Trailers rappt der Leader der Gruppe RM. Am 7. August erschienen die Teaser Bilder der Mitglieder und die Tracklist. Die Gruppe hatte am 19. August ein offizielles Comeback Showcase mit Performances von ''Danger'', ''War Of Hormone'' und ''Let Me Know''.

## Musikvideos
Zeitgleich mit dem Album erschien das Musikvideo zu ''Danger''. Am 21. Oktober setzte BTS ihre Promotionswoche mit War Of Hormone fort, wofür ebenfalls ein Musikvideo gedreht wurde.

## Titelliste
| #   | Titel                                                                           | Songwriting                                                         | Produzent(en)               | Länge | Gesamtlänge |
| --- | ------------------------------------------------------------------------------- | ------------------------------------------------------------------- | --------------------------- | ----- | ----------- |
| 1.  | Intro: What Am I To You                                                         | Pdogg, Rap Monster                                                  | Pdogg                       | 2:45  |             |
| 2.  | Danger                                                                          | Pdogg, „Hitman“ Bang, Thanh Bui, Rap Monster, Suga, J-Hope          | Pdogg                       | 4:05  |             |
| 3.  | 호르몬 전쟁 Horeumon Jeonjaeng / War of Hormone                                 | Pdogg, Supreme Boi, Rap Monster, Suga, J-Hope                       | Pdogg                       | 4:26  |             |
| 4.  | 힙합성애자 Hibhabseong-aeja / Hip Hop Lover                                     | Pdogg, Rap Monster, Suga, J-Hope,                                   | Pdogg                       | 4:17  |             |
| 5.  | Let Me Know                                                                     | Suga, Pdogg, Rap Monster, J-Hope                                    | Suga, Pdogg                 | 4:15  |             |
| 6.  | Rain                                                                            | Slow Rabbit, Rap Monster, Suga, J-Hope                              | Slow Rabbit                 | 4:25  |             |
| 7.  | BTS Cypher Pt. 3: Killer (mit Supreme Boi)                                      | Supreme Boi, Rap Monster, Suga, J-Hope                              | Supreme Boi                 | 4:28  |             |
| 8.  | Interlude:뭐해 Interlude: Mwohae / Interlude: What Are You Doing                |                                                                     | Slow Rabbit                 | 0:42  |             |
| 9.  | 핸드폰 좀 꺼줄래 Haendeupon jom kkeojullae / Would You Turn off Your cellphone? | Pdogg, Rap Monster, Suga, J-Hope                                    | Pdogg                       | 3:54  |             |
| 10. | 이불킥 I-bul kkig / Blanket Kick                                                | „Hitman“ Bang, Shawn, Slow Rabbit, Pdogg, Rap Monster, Suga, J-hope | „Hitman“ Bang, Shawn, Pdogg | 4:02  |             |
| 11. | 24/7=Heaven                                                                     | Pdogg, Slow Rabbit, Rap Monster, Suga, J-Hope                       | Pdogg                       | 3:46  |             |
| 12. | 여기 봐 Yeogi-bwa / Look Here                                                   | 250, Jinbo, Rap Monster, Suga, J-Hope                               | HoBo                        | 3:39  |             |
| 13. | 2학년 2 hagnyeon / 2nd Grade                                                    | Supreme Boi, Rap Monster, Suga, J-Hope                              | Pdogg                       | 3:55  |             |
| 14. | Outro: 그게 말이 돼? Outro: Geuge mal-i dwae? / Outro: Does that make sense?    | SiMo, Supreme Boi                                                   | SiMo, Supreme Boi           | 2:53  |             |
|     |                                                                                 |                                                                     |                             |       | 50:50       |

## Kommerzieller Erfolg
Dark & Wild debütierte in der dritten Augustwoche 2014 auf Platz 2 der Gaon Album Charts. Es erreichte ebenfalls Platz 3 der Billboard World Album Charts und Platz 27 der US Top Heatseekers Charts.

### Singles
| Jahr | Titel                                   | Höchstplatzierung, Gesamtwochen, AuszeichnungChartplatzierungen (Jahr, Titel, , Platzierungen, Wochen, Auszeichnungen, Anmerkungen) | Höchstplatzierung, Gesamtwochen, AuszeichnungChartplatzierungen (Jahr, Titel, , Platzierungen, Wochen, Auszeichnungen, Anmerkungen) | Anmerkungen                                              |
| Jahr | Titel                                   | KR | JP | Anmerkungen                                              |
| ---- | --------------------------------------- | --- | --- | -------------------------------------------------------- |
| 2014 | Danger Dark & Wild                      | KR58 (2 Wo.)KR | JP5 (3 Wo.)JP | Erstveröffentlichung: 19. August 2014 Verkäufe: + 34.475 |
| 2014 | War of Hormone (호르몬전쟁) Dark & Wild | KR173 (1 Wo.)KR | — | Erstveröffentlichung: 21. Oktober 2014                   |

### Chartplatzierungen
| ChartsChartplatzierungen | Höchstplatzierung | Wochen |
| ------------------------ | ----------------- | ------ |
| Südkorea (KMCA)          | 2 (420 Wo.)       | 420    |

| ChartsJahrescharts (2014) | Platzierung |
| ------------------------- | ----------- |
| Südkorea (KMCA)           | 14          |

| ChartsJahrescharts (2015) | Platzierung |
| ------------------------- | ----------- |
| Südkorea (KMCA)           | 68          |

| ChartsJahrescharts (2016) | Platzierung |
| ------------------------- | ----------- |
| Südkorea (KMCA)           | 74          |

| ChartsJahrescharts (2017) | Platzierung |
| ------------------------- | ----------- |
| Südkorea (KMCA)           | 82          |

| ChartsJahrescharts (2018) | Platzierung |
| ------------------------- | ----------- |
| Südkorea (KMCA)           | 67          |

| ChartsJahrescharts (2019) | Platzierung |
| ------------------------- | ----------- |
| Südkorea (KMCA)           | 73          |

| ChartsJahrescharts (2021) | Platzierung |
| ------------------------- | ----------- |
| Südkorea (KMCA)           | 87          |

## Auszeichnungen und Nominierungen
| Jahr | Preisverleihung          | Empfänger   | Preis                   | Ergebnis  |
| ---- | ------------------------ | ----------- | ----------------------- | --------- |
| 2014 | SBS MTV Best of the Best | „Danger“    | Best Music Video (male) | Nominiert |
| 2015 | Golden Disk Awards       | Dark & Wild | Album Award             | Gewonnen  |